# 苏罗维基诺区
苏罗维基诺区是俄罗斯联邦伏尔加格勒州下辖的一个区，其行政中心为苏罗维基诺。据2016年统计，该区的人口为34472人。